# Saturn (cá sấu mõm ngắn Mỹ)
Saturn (1936 – 22 tháng 5 năm 2020) là một con cá sấu mõm ngắn Mỹ cư trú trong Sở thú Moskva. Nó là chủ đề của một truyền thuyết đô thị, kể rằng trước đây nó là cá sấu thú cưng của Adolf Hitler.
Sinh ra ở Mississippi, Saturn sớm được đưa đến Đức và được nuôi tại Vườn thú Berlin. Chính tại đây, mối liên hệ của chú cá sấu này với Adolf Hitler bắt nguồn, vì Hitler được cho là rất thích đến thăm sở thú và đặc biệt thích cá sấu. Tuy nhiên, trong khi Hitler có thể đã quan sát Saturn ở sở thú, chú cá sấu này không bao giờ là thú cưng cá nhân của Hitler. Trong Thế chiến II, vườn thú Berlin bị phá hủy, nhưng Saturn được những người lính Anh phát hiện, và sau đó đã giao chú cá sấu cho Liên Xô vào năm 1946. Chú cá sấu này sống tại Sở thú Moskva cho đến ngày 22 tháng 5 năm 2020 thì chết già.

## Mô tả
Saturn được mô tả có thân dài từ 2 đến 3,5 mét và cân nặng 200 kilogram. Giống như phần lớn cá sấu, nó có vảy màu xanh lá cây, miệng rộng và đôi mắt màu vàng.

## Tiểu sử
Saturn được ấp nở trong tự nhiên ở bang Mississippi của Mỹ vào năm 1936. Nó đã bị bắt vào năm đó và được chuyển đến Berlin, nơi nó được đưa đến vườn thú Berlin. Chính từ thời kỳ này, tin đồn nổi tiếng đã xuất hiện rằng Saturn là "thú cưng của Adolf Hitler". Điều này có thể bắt nguồn từ tác giả Boris Akunin, một nhà văn người Nga đã đưa ra giả thuyết trong một bài báo rằng đây có thể là trường hợp. Trên thực tế, nó ta không phải là thú cưng cá nhân của Hitler, vì nó được trưng bày ở sở thú. Tuy nhiên, một số nguồn cho biết việc trưng bày con cá sấu này ở sở thú là một phần của một cuộc tấn công cá nhân của Hitler, Trong khi Dmitry Vasilyev, một bác sĩ thú y tại Sở thú Moskva, cho rằng trong khi Saturn không phải là thú cưng của Hitler, Hitler và Saturn chắc chắn đã tiếp xúc với nhau, vì Hitler được biết là đã đến thăm Sở thú Berlin.